# Argentinas historie
 Der er for få eller ingen kildehenvisninger i denne artikel, hvilket er et problem. Du kan hjælpe ved at angive troværdige kilder til de påstande, som fremføres i artiklen.

Argentinas historie falder i tre hovedperioder: tiden før europæernes ankomst, tiden som spansk koloni og tiden efter kolonivældets afslutning.

## Præcolumbiansk tid
Området, der nu udgør Argentina, var temmelig sparsomt befolket før spaniernes ankomst. De tidligste spor af mennesker daterer sig tilbage til den ældste stenalder, og der er yderligere fund fra ældre og yngre stenalder. Imidlertid ser det ud til, at store områder af det indre af landet og nær isens rand var affolket i en meget tør periode mellem 4000 og 2000 f.v.t.
Den uruguayanske arkæolog Raúl Campá Soler delte Argentinas oprindelige folk op i tre hovedgrupper: primitive jægere og samlere uden kendskab til pottemagerkunsten; avancerede jægere og samlere; samt primitive jordbrugere med beherskelse af pottemagerkunsten. Den anden gruppe fandtes især på Pampas og det sydlige Patagonien, og den tredje inkluderede charrúa-, minuane- og guaraní-folkene.
De største etniske grupper omfattede selk'nam på Ildlandet, yaghan i øhavet mellem Beaglekanalen og Kap Horn, tehuelche i Patagonien, mange folkeslag ved kysten samt guaycuru og wichí i Chaco. Guaraníerne havde ekspanderet til store dele af Sydamerika og bosatte sig i det nordøstlige Argentina. Toba- og diaguita levede i det nordlige af området, og comechingón-folke boede i nutidens Córdoba-provinsen. Charrúa (som også omfattede minuane), yaro, bohane og chaná levede i nutidens Entre Ríos, og querandí i Buenos Aires.

## Argentina som spansk koloni
Argentina blev opdaget af den spanske rigspilot Juan Diaz de Solis, som var udsendt for at finde søvejen syd om Sydamerika. 1515 opdagede han La Plata-mundingen, men blev dræbt af indianerne på et strejftog i land. 1527 sejlede rigspiloten Sebastiano Caboto op ad floden Paraná og anlagde et fort, men måtte opgive kolonisationen. 1535 anlagdes Buenos Aires af Pedro de Mendoza. Byen blev senere ødelagt af indianerne, men blev genopbygget 1580 af Juan de Garay. Det indre af Argentina blev erobret fra Peru, og først 1620 fik Argentina som Provinzia del Rio de la Plata sin egen guvernør i Buenos Aires. Kolonien led meget under et trykkende monopolsystem, som bevirkede en umådelig smughandel, der blev drevet af portugiserne fra den nordlige bred af Plata-mundingen. I 1776 fordrev spanierne imidlertid portugiserne fra landet nord for mundingen, og samme år blev der oprettet et vicekongerige af La Plata-landene, omfattende Argentina, Uruguay, Paraguay og dele af Bolivia.

## Selvstændig nation

### Løsrivelsen
Argentinas løsrivelse fra Spanien fandt sted i 1810. Vicekongen blev afsat, en provisorisk junta overtog styrelsen og fordrev spanierne. I 1813 blev juntaen opløst, og en konstituerende forsamling trådte sammen. Da spanske tropper imidlertid var landsat i Montevideo, valgte folket i Buenos Aires Antonio Posadas til diktator og satte San Martin i spidsen for hæren, Brown for flåden. I maj ødelagde Brown den spanske flåde, og i juni fordrev San Martin spanierne fra Montevideo, hvorpå han gik vest på for at fordrive spanierne fra Chile og Peru. Imidlertid var der opstået indre stridigheder, idet landbefolkningen ikke ville finde sig i hovedstadens dominerende stilling. En kongres i Tucuman (1816) vedtog endelig uafhængighed for de forenede stater ved La Plata, mens Uruguay og Paraguay blev udskilt og kom til at danne særskilte stater. Kongressen i Buenos Aires (1819) gav endelig landet en forfatning efter de nordamerikanske forenede staters mønster.

### Borgerkrig
De følgende år optoges af stridigheder mellem unitarierne, som ville have en helstatsforfatning, og føderalisterne, som holdt på et statsforbund med vidtgående selvstændighed for enkeltstaterne. Forbundet blev en tid opløst og dannedes igen. Endelig blev gauchoen Juan Manuel Rosas guvernør i Buenos Aires (1829) og senere diktator. Han førte et rædselsregime med henrettelser, snigmord, konfiskationer og plyndringer. Flere provinser gjorde oprør, og efter at Rosas havde fornærmet England og Frankrig, slog en engelsk-fransk flåde den argentinske ved Montevideo, hvorefter den blokerede Buenos Aires. I 1850 affandt Rosas sig med England og Frankrig, men næste år sluttede staten Entre Rios et forbund med Brasilien og Uruguay mod Rosas. Guvernøren i Entre Rios, José de Urquiza gik i spidsen for en hær over Parana og sejrede ved Montelaceres, hvor efter Rosas måtte flygte til England. Urquiza fik nu magten, men så snart han havde forladt hovedstaden, fik unitarierne magten der og udnævnte general Pinto til præsident, mens de øvrige stater samlede en kongres i Santa Fé, som maj 1853 vedtog en forfatning for den argentinske republik og valgte Urquiza til præsident. Parana blev foreløbig hovedstad for Argentina. Der var nu i nogle år to republikker, Argentina og Buenos Aires. I 1859 blev Buenos Aires dog tvunget til at træde ind i forbundet og blev derpå (1860) regeringssæde. Allerede næste år fornyedes striden. Buenos Aires gjorde oprør under general Bartolomé Mitre, som overvandt Urquizas tropper og derpå selv blev præsident.

### Landets opbygning og gældsætning
Efter Mitre fulgte (1868) Domingo Faustino Sarmiento, som gjorde meget for skolevæsenet, agerbruget og handelen og søgte at fremme indvandringen. Efter ham fulgte (1874) Nicolo Avellaneda, efter at en opstand anført af Mitre var underkuet. Da der efter hans afgang i 1880 skulle vælges en ny præsident, udbrød der atter uroligheder, som dog dæmpedes, og general Julio Roca blev valgt. Han havde som krigsminister under Avellaneda vundet popularitet ved indlemmelsen af det nordlige Patagonien i erobringen af ørkenen. Han udskilte hovedstaden fra provinsen Buenos Aires, som fik La Plata til provinshovedstad. Under hans regering gjorde landet store fremskridt, og i 1886 kunne hans efterfølger, Miguel Juarez Celman, tiltræde sit embede uden uroligheder. Under Celmans regering blev arbejdet med landets fremskridt i form af anlæg af jernbaner og andre foranstaltninger fortsat, men herved steg statsgælden foruroligende, og da staten udstedte udækkede papirspenge, faldt kursen af dem til en trediedel af deres pålydende værdi. Der opstod derved stor utilfredshed, som i 1890 brød ud i et oprør. Efter at Roca havde dæmpet dette, måtte Celman gå af, og vicepræsidenten, Carlos Pellegrini, overtog regeringen, indtil Luiz Sáenz Peña blev valgt til præsident i 1892. Hans regering søgte at afhjælpe finansnøden ved besparelser, men partistridighederne forhindrede alle forholdsregler. Et oprør brød ud og blev dæmpet, men Peña måtte alligevel gå af i 1895.

### Grænseproblemerne løses
Fra 1893 blev grænsekonflikten med Chile skærpet, efter at Bolivia havde afstået en del af Puna de Atacama til Argentina – et område som havde været besat af Chile siden salpeterkrigen. Situationen udviklede sig til et våbenkapløb mellem Chile og Argentina. Den britiske konge Edvard 7. mæglede i 1902 i grænsestriden. Patagonien og Ildlandet blev igen opdelt, og heraf tilfaldt 54.000 km² Chile og 40.000 km² Argentina.
Vicepræsident José Félix Uriburu blev nu præsident. I hans regeringstid blev striden med Chile om grænsen mellem landene gennem Patagonien akut, og en krig blev med nød og næppe undgået. Man blev til sidst enig om at underkaste sig den britiske regerings voldgift, ligesom en strid om grænsen mod nordvest blev underlagt en voldgift af en kommission med den amerikanske gesandt i Argentina som formand. Imidlertid blev Uriburu i 1898 afløst af Roca, som for anden gang blev præsident. Striden om nordvestgrænsen blev afgjort i 1899 til fordel for Argentina, og i 1902 faldt voldgiftsdommen om grænsen i Patagonien til begge parters tilfredsstillelse. Under Rocas regering blev der ført forhandlinger med Chile og Brasilien om at henvise alle fremtidige stridigheder til voldgift og at foretage en gradvis afrustning. Der blev lavet besparelser på forskellige områder og arbejdet på en forbedring af samfærdselsmidlerne. Roca blev i 1904 afløst af Manuel Quintana, som døde i 1906 og blev afløst af Figuero Alcorta. I 1910 kom det radikale parti i Argentina til magten med præsident Roque Sáenz Peña. De store jernbaneanlæg blev videreført, og i 1910 blev jernbaneforbindelsen over Andesbjergene til Chile gennemført. Der blev indført besparelser i administrationen og en effektiv jordbeskatning.

### Indvandring og økonomiboom
Årene fra 1880 til 1912 var kendetegnet ved massiv indvandring af italienere og spaniere, som bosatte sig i byerne og i såkaldte "kolonier" på landet. Politisk betegnes denne tid som et "skindemokrati", hvor regeringsmagten lå hos Partido Autonomista Nacional (PAN) med Julio Argentino Roca med tilnavnet "Ræven" som central figur. Han havde held til at opbygge politiske alliancer og fik gennemført lovgivning, så størstedelen af befolkningen, herunder indvandrerne, ikke havde stemmeret.[kilde mangler] Perioden var dog samtidig kendetegnet ved et økonomisk opsving baseret et skift fra ekstensivt til intensivt landbrugsproduktion samt store udenlandske investeringer.

### Det tyvende århundredes diktaturer
Under 1. verdenskrig var Argentina strengt neutral. I 1915 blev der sluttet en traktat med Chile og Brasilien, hvorefter der i tilfælde af stridigheder skulle nedsættes en kommission til at forsøge at afgøre dem ved voldgift. Argentina led betydeligt i økonomisk henseende under verdenskrigen. Kødeksportens stigning opvejede ikke nedgangen i uldeksporten. Arbejdsforholdene var urolige, og uroen kulminerede 1919 med en generalstrejke i Buenos Aires og andre byer; strejken endte først efter blodige kampe.
I 1912 blev der indført stemmeret for alle af lederen for den liberale fløj af PAN, Roque Sáenz Peña, og i kølvandet kom i 1916 et magtskifte, da partiet Unión Cívica Radical fra den borgerlige protestbevægelse vandt valget. Det regerede frem til 1930, hvor et militærkup genindførte et konservativt system. 1930'erne bliver i dag oftest omtalt som década infame, det skændige årti, hvor demokratiet kun eksisterede på papiret, og valgsvindel var dagligdag.[kilde mangler]
I løbet af den første halvdel af 1940'erne opnåede den unge officer Juan Domingo Perón at manøvrere sig frem til magten i Argentina. Ved general Pedro Ramírez' kup blev Perón sat i spidsen for det dengang relativt ligegyldige arbejdsministerium,[kilde mangler] og han blev gennem vidtrækkende indrømmelser overfor fagforeningerne hurtigt til en folkehelt for arbejderklassen. I 1946 blev han valgt som præsident.
Argentina var officielt neutralt under 2. verdenskrig. Landet sympatiserede i begyndelsen med aksemagterne, men støttede de allierede hen mod krigens slutning. Under krigen modtog Argentina mange flygtninge fra Europa; efter krigen søgte nazister og fascister tilflugt i Argentina såvel som i resten af Latinamerika. Blandt de mest kendte nazistiske krigsforbrydere, der flygtede til Argentina, var Adolf Eichmann, som 23. maj 1960 blev bortført af Mossad og transporteret til Israel, hvor han blev idømt dødsstraf, Josef Mengele, som var en berygtet læge fra koncentrationslejren Auschwitz, samt Walter Rauff, som under krigen var medansvarlig for arbejdet med mobile gaskamre, såkaldte gasvogne, som blev brugt til at myrde fanger i koncentrationslejre.
Under Perón, som sympatiserede med de fascistiske grundtanker, søgte Argentina at afværge kommunismen gennem flere indrømmelser overfor arbejderne. Fra hans første regeringstid blev industrialisieringen af landet, som var begyndt efter den verdensomspændende økonomiske krise i 1930'erne, forstærket, og der blev gennemtvunget en importsubstitutionspolitik. I 1955 blev han afsat ved et kup og flygtede i eksil. Peróns tanker har efterfølgende lagt navn til ideologien peronisme.
Argentina oplevede i den følgende tid skiftevis økonomisk succes og krise. Indtil 1983 var der en æra af ustabilitet, hvor landet havde forskellige civile og militærledede regeringer. Arturo Frondizis (1958–62) og Arturo Umberto Illias (1963–1966) demokratisk valgte regeringer blev væltet af det Perón-venlige militær. I perioden 1966 til 1973 var landet et højrekonservativt militærdiktatur under Juan Carlos Onganía og hans efterfølgere. Diktaturet blev ophævet i 1973 efter stærke protester fra befolkningen. Landet blev kortvarigt et demokrati igen, hvorefter den fortsat populære Perón fik tilladelse til at vende tilbage til landet og snart efter genvandt magten.
Peróns anden embedsperiode fra oktober 1973 til hans død 1. juli 1974 bragte kun en ubetydelig stabilisering af Argentinas politiske og økonomiske forhold. Efter hans død blev hans tredje hustru, Isabel Perón (kaldet "Isabelita"), som han havde udnævnt til vicepræsident, indsat som præsident. Den tidligere natklubdanserinde blev dog overvældet af embedet og tjente udelukkende som marionet for højreorienterede peronister som José López Rega, der med AAA allerede under Perón havde indsat en paramilitær gruppe, som torturerede og myrdede modstandere af regimet. Desuden tog de økonomiske problemer til i styrke, og landet blev ramt af en stærk inflation. Kriminelle grupperinger (Guerilleros) udnyttede kaosset til at begå bortførelser og andre forbrydelser i egen interesse.[kilde mangler]
I 1976 kom et nyt kup, som afsatte Isabel Perón og installerede et militærdiktatur under ledelse af Jorge Rafael Videla. Diktaturet, som officielt fik navnet Proceso de Reorganización Nacional ("den nationale reorganiseringsproces") blev ledet af en tremands-junta, som forsøgte at løse situationen ved hjælp af åben statsterror i årene mellem 1976 og 1978 i det, som senere blev kendt som "den beskidte krig". I løbet af årene forsvandt anslået 30.000 modstandere af regimet, samt andre, samlet betegnet "Desaparecidos".
For at afslutte suverænitetsstridighederne over øerne på Amerikas sydlige spids, oprettede Argentina og Chile i 1971 et internationalt tribunal, som skulle beslutte en endelig fortolkning af grænseaftalen fra 1881. Voldgiften i Beaglekonflikten blev afgjort i 1977 og gik på, at alle øer syd for Ildlandet skulle tilhøre Chile. I 1978 erklærede Argentina voldgiften ugyldig og forberedte sig på at indtage øerne militært ved operation Soberania, hvilket dog blev undgået takket været indgriben fra den daværende pave.[kilde mangler] Først i 1984 anerkendte Argentina officielt beslutningen, efter diverse ændringer, såsom en ændring i den maritime grænse mod vest, og underskrev Venskabs- og frihedstraktaten.
I april 1982 kom Argentina under den nye juntaleder Leopoldo Galtieri i krig mod Storbritannien i den såkaldte Falklandskrig. Konflikten begyndte, efter at Argentina havde invaderet Falklandsøerne, som ifølge Argentinas forfatning tilhørte Argentinas eget statsområde, men som dog blev administreret af Storbritannien. Invasionen af argentinske soldater blev besvaret af Storbritannien med et succesfuldt modangreb til lands, til vands og i luften. Argentina kapitulerede 14. juni samme år.

## Det demokratiske Argentina
I 1983 vendte landet tilbage til demokrati. Den første demokratiske præsident i perioden var Raúl Alfonsín (UCR), som dog trådte tilbage før tid i 1989 som følge af en finanskrise. Partido Justicialista kom dermed igen til magten, med Carlos Menem i spidsen. Menems neoliberale finanspolitik og 1:1-bindelsen af den argentinske peso til den amerikansk dollar under hans første regeringstid var blandt de tiltag som stabiliserede landet. I hans anden regeringsperiode blev de negative sider ved hans finanspolitik dog mere synlige.[kilde mangler]
Mellem 1998 og 2002 faldt landet på ny ind i en stor finanskrise, hvor købekraften gik 20 % tilbage. I 1999 blev Menems regering afløst af en centrum-venstre-koalition med præsidentkandidaten Fernando de la Rúa. De la Rúa kunne dog ikke hurtigt og holdbart forbedre den finansielle situation, som hans forgænger havde efterladt.[kilde mangler] Præsidentens tøven med at handle, stridigheder internt i kolalitionen samt en stærk udenomsparlamentarisk opposition gennem fagforeningerne, som traditionelt var peronister, svækkede i stigende grad De la Rúa.[kilde mangler] Dette kulminerede i slutningen af 2001 efter omfattende uro og plydringer i, at præsident Fernando de la Rúa trådte tilbage.
Efterfølgende kom mere peronistiske præsidenter, først Eduardo Duhalde som dog blev slidt op af håndteringen af krisen.[kilde mangler] I maj 2003 blev Néstor Kirchner, som tilhørte den socialdemokratiske fløj af Partido Justicialista, valgt som ny præsident efter et meget kaotisk valgforløb. På trods af hans beskedne valgresultat var Kirchner meget vellidt af befolkningen i sin regeringstid, da det lykkedes ham at overvinde krisen og dermed forbedre landets overordnede situation.[kilde mangler] Økonomien begyndte en kraftig vækst: i 2003 rapporterede Argentina om en vækst i bruttonationalproduktet helt op til +8,7 % mod −10,9 % i 2002. Kirchner blev dog også udsat for kritik, specielt på grund af hans autokratiske ledelsesstil og til dels også på grund af hans samarbejde med Piquetero-protestbevægelsen, hvilket blev tolket som populisme.[kilde mangler]
Ved valget til det argentinske senat og til det argentinske repræsentantkammer i oktober 2005 gik Néstor Kirchners tilhængere frem med 40% af stemmerne. Ved valget til senatorposten for den vigtige provins Buenos Aires vandt Kirchners kone Cristina Fernández de Kirchner mod dens tidligere præsident Eduardo Duhaldes kone Hilda González de Duhalde, som også tilhørte det peronistiske Partido Justicialista. Præsidenten var dermed yderligere styrket, og kunne støtte sig til et bredt flertal i begge kamre.
Ved præsident- og parlamentsvalget 28. oktober 2007 vandt de regerende peronister, især Kirchners valgplatform, Frente para la Victoria, en overvældende sejr. Cristina Fernández de Kirchner sikrede sig i første valgrunde 45,3% af stemmerne og undgik dermed at skulle ud i anden valgrunde. Hun tiltrådte præsidentembedet 10. december 2007. Kirchnerismen blev også let styrket i parlamentet.